# 債務控除
債務控除（さいむこうじょ）は、相続税を計算するときに被相続人が残した借入金、未払金などの債務を遺産総額から差し引くことをいう。

## 概要
相続税の債務控除は、被相続人の相続財産のうちマイナスの財産である債務をプラスの財産である遺産総額から控除することで、相続税額の計算上課税対象とされる正味財産額を減らせることができる制度である。（相法13条・14条）
相続人や包括受遺者が課税対象財産から次の債務と葬式費用を控除できる。
- 債務：原則として、被相続人が死亡した時点で現に存するもので確実と認められるものに限られる。被相続人に課される税金で被相続人の死亡後相続人などが納付することになった所得税や固定資産税などは控除できるが、被相続人が生前に購入した墓地や仏壇など非課税財産に関する未払い債務は控除できない。[2]
- 葬式費用：被相続人の債務ではないが相続に伴う必然的出費なので、例外的に葬式にかかった一定の費用は控除できる（通夜・告別式費用、読経料、火葬・埋葬費用、遺体回送費用など）。